# 철도기관사

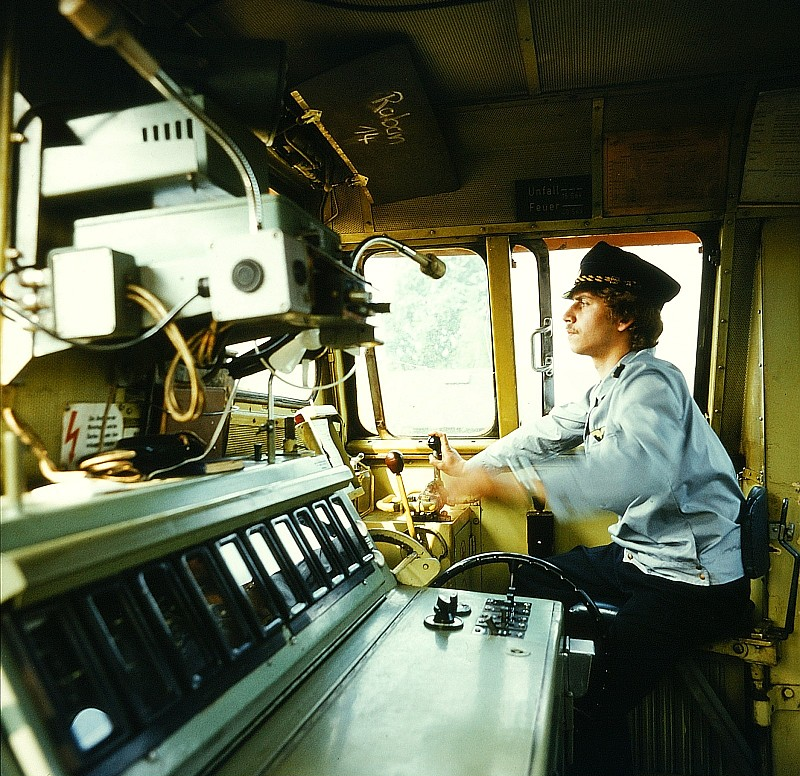
철도기관사

철도기관사(鐵道機關士)는 철도차량을 운전하는 직업이다. 주로 기차와 지하철이 있다.
기관사는 열차의 기계적 작동, 열차 속도 및 모든 열차 처리(브레이크 처리)를 담당한다. 철도기관사는 열차를 안전하게 운전하기 위해 특정 지침을 따라야 한다. 예를 들어, 일반적으로 철도기관사는 차량의 정상 여부, 안전 및 승객 편의를 증진하기 위해 더 긴 정차 거리를 선호할 것을 권장받는다.